# Macrobrachium pinguis
Macrobrachium pinguis är en kräftdjursart som beskrevs av Dai 1984. Macrobrachium pinguis ingår i släktet Macrobrachium och familjen Palaemonidae. Inga underarter finns listade i Catalogue of Life.